# سیارک ۹۰۳۸
سیارک ۹۰۳۸ (به انگلیسی: 9038 Helensteel، نامگذاری:1990VE1) نه هزار و سی و هشتمین سیارک کشف شده‌است که در ۱۲ نوامبر ۱۹۹۰ کشف شد.
قدر مطلق سیارک برابر ۱۳٫۰۰ است.